# Reprezentacja Gotlandii w piłce nożnej mężczyzn
Rreprezentacja Gotlandii w piłce nożnej mężczyzn – zespół, reprezentujący Gotlandię (Szwecja), jednak nie należący do Międzynarodowej Federacji Piłki Nożnej (FIFA), ani Unii Europejskich Związków Piłkarskich (UEFA).

## Mecze międzynarodowe
| Data       | Miejsce   | Drużyna   | Wynik  | Rywal           |
| ---------- | --------- | --------- | ------ | --------------- |
| 05.07.2007 | Rodos     | Gotlandia | 0 - 1  | Jersey          |
| 04.07.2007 | Rodos     | Gotlandia | 3 - 0  | Frøya           |
| 02.07.2007 | Rodos     | Gotlandia | 1 - 3  | Hebrydy         |
| 01.07.2007 | Rodos     | Gotlandia | 1 - 2  | Hebrydy         |
| 04.07.2003 | Alderney  | Gotlandia | 2 - 1  | Grenlandia      |
| 03.07.2003 | Alderney  | Gotlandia | 3 - 0  | Saaremaa        |
| 01.07.2003 | Guernsey  | Gotlandia | 0 - 0  | Jersey          |
| 30.06.2003 | Guernsey  | Gotlandia | 2 - 2  | Frøya           |
| 29.06.2003 | Guernsey  | Gotlandia | 0 - 0  | Szetlandy       |
| 27.06.2003 | Guernsey  | Gotlandia | 12 - 1 | Hitra           |
| 02.07.1999 | Gotlandia | Gotlandia | 7 - 2  | Grenlandia      |
| 01.07.1999 | Gotlandia | Gotlandia | 1 - 4  | Wyspy Alandzkie |
| 29.06.1999 | Gotlandia | Gotlandia | 4 - 4  | Man             |
| 28.06.1999 | Gotlandia | Gotlandia | 3 - 1  | Szetlandy       |
| 27.06.1999 | Gotlandia | Gotlandia | 3 - 0  | Wyspy Alandzkie |
| 15.06.1986 | Gotlandia | Gotlandia | 3 - 0  | Wyspy Alandzkie |
| 14.06.1986 | Gotlandia | Gotlandia | 3 - 2  | Olandia         |
| 13.06.1986 | Gotlandia | Gotlandia | 5 - 1  | Bornholm        |

## Kadra 2009[1]
- (GK) Michael Zetterström (Levide)
- Kenneth Budin (FG 86)
- Tom Eneqvist (FG 86)
- Isak Gillerfors (FG 86)
- Christoffer Gjörloff (Fårösund)
- Christian Hederfeld (FC Gute)
- Andreas Kraft (Dalhem)
- Pierre Leveau (IFK Visby)
- Jonathan Levin (FC Gute)
- Adrean Lindblom (Visby AIK)
- Björn Nyman (Levide)
- Jesper Nyman (Fårösund)
- Sebastian Nyström (FC Gute)
- Jimmy Orleifson (Levide)
- Malcon Persson (Dalhem)
- Emil Segerlund(IFK Visby)
- Johan Svenserud (Fårösund)
- Jakob Widin (FC Gute)
- Jimmie Bjorklund (Fårösund)
- Peter Öhman (Levide)